# مهندسی ژنوم
مهندسی ژنوم یا ویرایش ژنوم نوعی از مهندسی ژنتیک است که قطعهٔ DNA ارگانیسم زنده مورد حا به جایی، اصلاح، حذف یا اضافه شدن قرار می‌گیرد. بر خلاف تکنیک‌های اولیه مهندسی ژنتیک که ماده ژنتیکی تصادفاً به ژنوم میزبان اضافه می‌شود، در ویرایش ژنوم تارگت در مناطق ویژه اضافه می‌شود.
در سال ۲۰۱۸ متدهای متداول برای این ویرایش از نوکلئازهای مهندسی شده یا قیچی‌های مولکولی استفاده می‌شود. این نوکلئازها یک شکستگی دو رشته‌ای در محدودهٔ مورد نظر ما ایجاد می‌کنند. این شکستگی‌های دو رشته‌ای توسط ترمیم اتصال انتهاهای غیر همولوگ تعمیر می‌شود.